# Ivan Viktorov
Ivan Aleksandrovič Viktorov (in russo Иван Александрович Викторов?; San Pietroburgo, 1º novembre 1995) è un cestista russo.